# ТЕС Maria Gleta
6°25′31.3″ пн. ш. 2°18′23.6″ сх. д. / 6.425361° пн. ш. 2.306556° сх. д.
ТЕС Maria Gleta – теплова електростанція в Беніні. Знаходиться в місті Ґодемей, у 30 км на захід від столиці країни Порто-Ново. Станом на середину 2010-х років найпотужніша станція країни.
В 2010-му розпочали проект зі створення газотурбінної електростанції Maria Gleta. Введена в експлуатацію через три роки, вона складалась з восьми турбін General Electric LM 1.500 потужністю по 10 МВт. Планувалось, що в майбутньому для підвищення ефективності на їх основі створять парогазову електростанцію комбінованого циклу потужністю 110 МВт. Так само планувалось, що ТЕС, яка розпочала роботу на авіаційному паливі, невдовзі перейде на використання природного газу, котрий постачатиметься в країну з Нігерії через Західно-Африканський газопровід. Проте ці плани швидко реалізувати не вдалось, і в липні 2014 року станцію зупинили через нерентабельність, а натомість орендували тимчасові заміщуючі потужності.
Протягом 2015-2016 років уряд намагався організувати поставки газу та перевести станцію на це паливо. Проте повільний поступ змусив у листопаді 2016-го укласти контракт з британською компанією Aggreko на швидкий монтаж на площадці Maria Gleta двох дизель-генераторів по 50 МВт, перший з яких встигли ввести до Різдва, коли в країні спостерігається підвищене енергоспоживання. Це обладнання матиме переваги над орендованим раніше, оскільки технологія ADDGAS дозволить заміщувати суттєву частину дизельного палива природним газом.
Також з 2015 року провадяться тендерні процедури по встановленню на площадці Maria Gleta двопаливних (нафтопродукти/газ) потужностей у 120 МВт. Фінансування проекту здійснюватимуть West African Development Bank та Islamic Development Bank.